# Auchmis subdetersa
Auchmis subdetersa är en fjärilsart som beskrevs av Otto Staudinger 1895. Auchmis subdetersa ingår i släktet Auchmis och familjen nattflyn. Inga underarter finns listade i Catalogue of Life.